# Ильинская Слобода (Московская область)

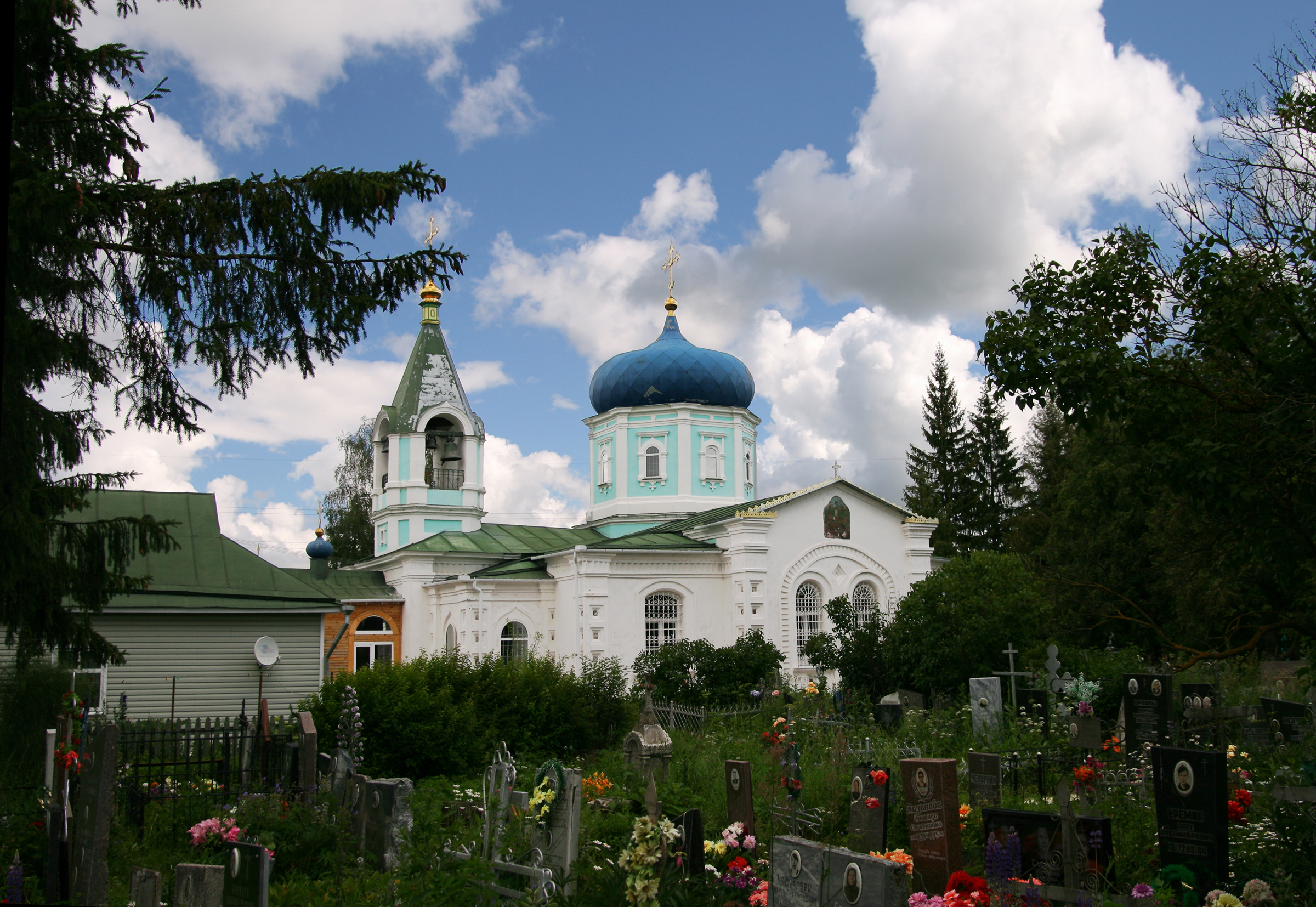
Церковь Ильи Пророка в Ильинской Слободе

Ильи́нская Слобода́ — деревня в Можайском районе Московской области, в составе городского поселения Можайск. Численность постоянного населения по Всероссийской переписи 2010 года — 96 человек. В деревне действует Ильинская церковь 1852 года постройки (архитектор Александр Шестаков). До 2006 года Ильинская Слобода входила в состав Кукаринского сельского округа.
Деревня расположена в центральной части района, в излучине левого берега Москва-реки, на противоположном берегу от Можайска, с которым её соединяет автомобильный мост; высота центра над уровнем моря 165 м. Ближайшие населённые пункты на другом берегу Москва-реки — Исавицы на запад и Ченцово в 0,7 км на восток.